# Van Horne (Iowa)
Van Horne – miasto w Stanach Zjednoczonych, w stanie Iowa, w hrabstwie Benton. W 2000 roku liczyło 716 mieszkańców.